# Oleg Grushecki
 Oleg Grushecki  (în belarusă Алег Грушэцкі; n. 8 mai 1974, Minsk, RSS Bielorusă, URSS) este un scriitor, jurnalist, autor de literatură fantezie pentru copii și aventuri, poet, traducător, persoană publică din Belarus. Unul dintre fondatorii „Asociației cercetașilor din Belarus”. Autor de articole literare și istorice atât în publicațiile științifice bieloruse, cât și în cele străine. Câștigător al mai multor premii creative. Autor al unei trilogii fantezie de aventură bazată pe folclorul belarus și slav „Cavaler Janka și Prințesa Milanа”.

## Biografie
Născut în Minsk. În tinerețe și tinerețe, a făcut o mulțime de sporturi diverse. Și-a început cariera ca consilier senior la școală (1992).
În 1996, a studiat la RIPO (Institutul Republican de educație profesională) conform curriculumului „Managementul întreprinderii într-o economie de piață” cu calificarea „manager-antreprenor”. Am terminat perfect. După aceea, a lucrat la uzina de instrumente complexe de automatizare a NPO „Granat” ca manager de departament de marketing.
În 2019, și-a finalizat cu succes studiile la Institutul în limba poloneză, printre cei mai buni absolvenți.
Tatăl a trei copii.

## Activități publice
Din 1987, a participat activ la Societatea „Talaka”, care s-a angajat în renașterea culturii bieloruse. La începutul anului 1989, a devenit liderul de tineret al „Uniunii Studențești din Belarus”.
În August 1989, a adunat prima echipă de cercetași. Detașamentul creat (format în principal din băieți și mai multe fete) a luat numele de „Kosiners”, în onoarea kosinerilor lui Kastus Kalinovsky. Aceasta a fost prima încercare de a revigora cercetarea din Belarus.
În August 1990, a participat la deschiderea primei sosiri a primei tabere de copii din Belarus „Grunwald” — a ridicat solemn steagul la ceremonia de deschidere. La începutul anului 1991, Oleg Grushecki a publicat prima publicație modernă de cercetași din Belarus, ziarul „Scout din Belarus”.
În 1991, a reprezentat Belarus la XVII World Scout Jamboree (întâlnirea cercetașilor), care a avut loc în perioada 8 August-16 August 1991 în Coreea de Sud. Grushecki a fost primul (și la acea vreme singurul) cercetaș Belarus care a reprezentat Belarus la World Jambaree (la invitația conducerii cercetașilor mondiali). În 1992, a devenit unul dintre organizatorii fondatorului Seimas „Asociația cercetașilor din Belarus”(„ACB”). 21 bereznya 1992 rock, ultima oră a Sejm, Oleg Grushecki obrano membru de dragul „ACB”.

## Creație
În 1992, a început să scrie cântece. În 1993, a cântat la cel de-al III-lea „Festival Bielorus de cântece bard”, după care a fost invitat să-și înregistreze melodiile pe „BelRadio”. Cântecele sale, ca poezii, au fost publicate pentru prima dată ca poezii în revista „Першацвет”. (nr. 3, 1994).
Oleg Grushecki scrie basme, fantezie și poezii în limba belarusă. A fost publicat cu lucrările sale, precum și cu articole literare, biografice și jurnalistice în ziarele bieloruse  „Літаратура і мастацтва”, „Настаўніцкая газета”, „Культура”, „Звязда”, „Белорусская нива” („Сельская газета”), „Народная Воля”, „Наша слова”, „Новы Час”, poloneza „Gazeta Polska Codziennie”, în revistele „Маладосць”, „Буся”, „Бярозка”, „Вясёлка”, „Першацвет”, „Роднае слова”, revistele științifice și istorice poloneze  „Mówią Wieki”, „Rocznik Lubelski”. Participă la evenimente creative ale teatrului poetic „Art. S”.
Potrivit lui Oleg Grushecki, literatura belarusă emană spiritul tayamnіchastsі și ghicitori, peșnay mistic . El consideră literatura „o parte integrantă a culturii, baza pe care se formează conștiința națiunii, educația și mentalitatea ei. Și, de asemenea, se formează nivelul cultural și intelectual al celor mai tineri”.

## Premii
- 2015 — locul 2 la concursul „Societatea limbii bieloruse” pe tema „Umaniste. Personalități”, conform articolului „Fantezia Bielorusă”[6].
- 2016 — diploma de gradul I al concursului republican de lucrări de cercetare științifică „Memoria genului: trecutul prin ochii contemporanilor” în nominalizarea „Istoria propriului tip, familie" (organizată de revista științifică și metodologică a Ministerului Educației din Republica Belarus „Роднае слова”)[7].
- 2017 — locul 1 în competiția „Perspectiva culturală” a ziarului „Літаратура і мастацтва”.

### Altele
- 2019 — lista lungă a celui de-al IV-lea concurs literar internațional „Hoffman rusă — 2019”, nominalizare „Proză fabuloasă, fantezie”.
- 2019 — cartea „Țara de Măsurare” a intrat în primele Top-10 cele mai bune cărți pentru copii în limba belarusă[8].
- 2020 — cartea „Țara de Măsurare” a intrat în primele Top-12 cele mai bune publicații pentru copii din Belarus[9].

### În colecții
- Грушэцкі А. Жаўнер i вужалка // Нявеста для Базыля: казкі / уклад. А. Спрынчан. — Мн.: Мастацкая літаратура, 2017. — С. 52—70. — 214 с. — (Беларуская аўтарская казка).
- Грушэцкі А. Дзяцей ён выхоўваў у любові да кніг. Пра педагога Янку Маўра // Янка Маўр. Наш вечны рабінзон: штрыхі да партрэта / уклад. М. Міцкевіч. — Мн.: Мастацкая літаратура, 2018. — С. 85—88. — 127 с. — (ЖЗЛБ).
- Грушэцкі А. Шыншыла (верш-скарагаворка) // Літаратурнае чытанне. 4 клас. Чытаем разам з буслікам / уклад. Т. А. Калінічэнка. — Мн.: Сэр-Віт, 2020. — С. 4. — 72 с. — (Школьная праграма).
- Грушэцкі А. Як Ясь братоў ленавацца адвучыў // Бульбінка: творы пра любімую беларусамі бульбу / уклад. А. Спрынчан. — Мн.: Мастацкая літаратура, 2021. — С. 86—88. — 94 с. — (Нашы сімвалы).